# 艾昂頓 (印地安納州)
艾昂頓（英語：Ironton）是位於美國印地安納州馬丁縣的一個非建制地區。該地的面積和人口皆未知。